# Lista de deputados estaduais do Acre da 3.ª legislatura
Esta é a lista de deputados estaduais do Acre para a legislatura 1971–1975. Nas eleições, foram eleitos 9 deputados.

## Composição das bancadas
| Partido | Líder        | Bancada | Posição  |
| ------- | ------------ | ------- | -------- |
| ARENA   | Wildy Viana  | 5 / 9   | Governo  |
| MDB     | Nabor Júnior | 4 / 9   | Oposição |

## Deputados Estaduais
Relação elaborada a partir de informações obtidas junto ao Tribunal Superior Eleitoral.
| Número | Deputados estaduais eleitos | Partido | Votação | Percentual | Cidade onde nasceu | Unidade federativa |
| 11111  | Wildy Viana                 | ARENA   | 2.310   | 8,01%      | Brasileia          | Acre               |
| 15017  | Geraldo Fleming             | MDB     | 2.064   | 7,15%      | Campanha           | Minas Gerais       |
| 11005  | Joaquim Lopes da Cruz       | ARENA   | 1.814   | 6,29%      | Xapuri             | Acre               |
| 15154  | Raimundo Hermínio de Melo   | MDB     | 1.501   | 5,20%      | Rio Branco         | Acre               |
| 11611  | Cláudio Perez Nobre         | ARENA   | 1.457   | 5,05%      | Rio Branco         | Acre               |
| 15158  | Nabor Júnior                | MDB     | 1.371   | 4,75%      | Tarauacá           | Acre               |
| 11222  | Alcimar Nunes Leitão        | ARENA   | 1.361   | 4,72%      | Senador Guiomard   | Acre               |
| 15500  | Edison Cadaxo               | MDB     | 1.289   | 4,47%      | Boca do Acre       | Amazonas           |
| 11551  | Ênio Ferreira               | ARENA   | 1.134   | 3,93%      | Brasileia          | Acre               |